# 대륙유혈목이
대륙유혈목이(Asian keelback)는 뱀과 교뱀아과 대륙유혈목이속의 일종이다. 학명은 암피에스마 비바카리(Amphiesma vibakari). 아시아 지역의 고유종이다. 한국의 뱀 중 가장 작다. 독은 없고 온순하며 사람을 거의 물지 않는다. 개체수가 적다. 남쪽으로 내려갈수록 개체수는 비교적 많아진다.
중국 대륙, 혼슈, 규슈, 시코쿠, 한반도, 러시아의 아무르 일대에서 발견된다.